# Felicitas Rauch
Felicitas Rauch (Hann. Münden, Alemania; 30 de abril de 1996) es una futbolista alemana. Juega como defensora y su equipo actual es el North Carolina Courage de la National Women's Soccer League de Estados Unidos.
Tras jugar cinco años con el VfL Wolfsburgo, Felicitas Rauch fue contratada por el North Carolina Courage en enero de 2024.

## Clubes
| Club                   | País           | Año       |
| ---------------------- | -------------- | --------- |
| 1. FFC Turbine Potsdam | Alemania       | 2012-2019 |
| VfL Wolfsburgo         | Alemania       | 2019-2023 |
| North Carolina Courage | Estados Unidos | 2024-act. |

## Palmarés

### Títulos nacionales
| Título           | Club           | País     | Año     |
| ---------------- | -------------- | -------- | ------- |
| Bundesliga       | VfL Wolfsburgo | Alemania | 2019-20 |
| Copa de Alemania | VfL Wolfsburgo | Alemania | 2019-20 |
| Copa de Alemania | VfL Wolfsburgo | Alemania | 2020-21 |

### Títulos internacionales
| Título              | Equipo                       | Sede   | Año  |
| ------------------- | ---------------------------- | ------ | ---- |
| Copa Mundial Sub-20 | Selección de Alemania sub-20 | Canadá | 2014 |